# Hard in da Paint
«Hard in da Paint» — другий сингл з дебютного студійного альбому американського репера Waka Flocka Flame Flockaveli. Пісня розійшлася накладом у 2 456 000 копій і отримала від RIAA двічі платиновий статус.
«Hard in da Paint», так само як і «O Let's Do It», спочатку була мікстейпним треком. Пісню спродюсував тоді ще маловідомий Лекс Люґер.

## Відеокліп
19 липня 2010 відбулась прем'єра кліпу. Режисер: Бенні Бум. Відео зняли у Болдвін-віллідж (також відомому як Джунглі), що у Лос-Анджелесі, районі, який став сумнозвісним завдяки фільму Дензела Вашингтона «Тренувальний день».

## Ремікси
У записі офіційного реміксу взяли участь R&B-співачка Сіара та американський репер Gucci Mane. Також існують ремікси Френч Монтани, Podcast Jim and Them та барабанщика Тревіса Баркера.
Рік Росс записав на біт фрістайл. До фрістайлу Vado зробили внесок Young Jeezy, Tyga, Lil Chuckee, Curren$y, Джей Рок, Crooked I, Джоелл Ортіз, Мік Мілл і Slim Thug. Tity Boi, Young Jeezy й Pusha T записали свою версію «Hard in the Kitchen». Британський репер Giggs також використав біт.
Дабстеповий/ґраймовий ремікс британців Fused Forces та DJ Cable видали для безкоштовного завантаження. Тріо BADBADNOTGOOD на своєму сайті оприлюднило джазову кавер-версію треку.

## Пародії
Пародійне відео «Baracka Flacka Flames — Head of the State», головним об'єктом котрого став Барак Обама, переглянули на YouTube понад 8,3 млн разів. The Hood Internet опублікували відео «Waka Flocka Seagulls». Ролик містив вокал Waka Flocka, покладений на музику гурту A Flock of Seagulls.

## Чартові позиції
| Чарт (2010)               | Найвища позиція |
| ------------------------- | --------------- |
| US Bubbling Under Hot 100 | 1               |
| US Hot Rap Songs          | 2               |
| US Hot R&B/Hip-Hop Songs  | 2               |
| US Top Heatseekers        | 1               |